# Philippe Martinon
Philippe Martinon (* 23. Juli 1859 in Chalon-sur-Saône; † nach 1917) war ein französischer Romanist.

## Leben
Martinon bestand 1891 die Agrégation de grammaire und war Gymnasiallehrer in Annecy, Etampes, Alençon, Autun, Brest und schließlich von 1896  bis zur Pensionierung 1913 in Algier. Er habilitierte sich 1912 mit den beiden Thèses Les strophes. Etude historique et critique sur les formes de la poésie lyrique en France depuis la Renaissance à nos jours, avec une Bibliographie chronologique et un Répertoire général (Paris 1911, New York 1969, Genf/Paris 1989) und Répertoire général de la strophe française depuis la Renaissance (Paris 1911, Genf/Paris 1989). Über sein Verbleiben ab 1917 fehlen Informationen.

## Werke
- Dictionnaire méthodique et pratique des rimes françaises, précédé d'un traité de versification, Paris 1905; hrsg. von Robert Lacroix de L'Isle, 1962, 1970
- Comment on prononce le français, traité complet de prononciation pratique avec les noms propres et les mots étrangers, Paris 1913, 1949, 1954
- (Hrsg. mit Maurice Allem [1872–1959]) Les Poésies de Malherbe. Texte publié pour la première fois d'après les éditions revues et corrigées par Malherbe et disposé dans un ordre nouveau par Philippe Martinon, avec une introduction par Maurice Allem, et des notes de Maurice Allem et Philippe Martinon, Paris 1926, 1948
- Comment on parle en français. La langue parlée correcte comparée avec la langue littéraire et la langue familiale, Paris 1927, zuletzt 1953